# Ankarongana
Ankarongana è una città e comune del Madagascar situata nel distretto di Befandriana-Nord, regione di Sofia. 
La popolazione del comune rilevata nel censimento 2001 era pari a 17 086 unità.